# NGC 3414
NGC 3414是一个位于小狮座的透鏡狀星系，1785年4月11日由威廉·赫歇爾发现，是一个富星系群的中心NGC 3418与UGC 5958的红移与NGC 3414相近，它们距NGC 3414不到80万光年。NGC 3414因形态奇特而被赫頓·阿普收录到特殊星系圖集中，编号为Arp 162。它的外盘几乎正对地球，内盘扁率较高，中心的活动星系核能向外发送无线电波。

## 画廊

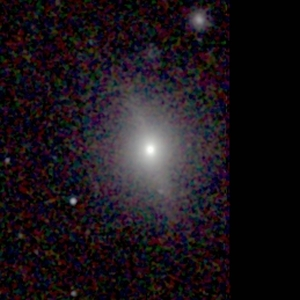
2MASS拍摄的NGC 3414